# 応習不応習経
『応習不応習経』（おうしゅうふおうしゅうきょう、巴: Sevitabbāsevitabba-sutta, セーヴィタッバーセーヴィタッバ・スッタ）とは、パーリ仏典経蔵中部に収録されている第114経。『従不従経』（じゅうふじゅうきょう）とも。釈迦とサーリプッタ（舎利弗）が、比丘たちに近づくべきものと離れるべきものの区別を説いていく。

## 構成

### 登場人物
- 釈迦
- サーリプッタ（舎利弗）

### 場面設定
ある時、釈迦はサーヴァッティー（舎衛城）のアナータピンディカ園（祇園精舎）に滞在していた。
釈迦は比丘たちに、近づくべきものとそうでないものを見極めるよう忠告する。
それを受けて、サーリプッタ（舎利弗）が十善戒、三想、八見、六処、更に食・坐・村・町・都・人の区別について説く。
釈迦はサーリプッタを称讃し、比丘たちは歓喜する。

## 日本語訳
- 『南伝大蔵経・経蔵・中部経典4』（第11巻下） 大蔵出版
- 『パーリ仏典 中部（マッジマニカーヤ）後分五十経篇I』 片山一良訳 大蔵出版
- 『原始仏典 中部経典4』（第7巻） 中村元監修 春秋社